# Röda ögon
Röda ögon är ett förhållandevis vanligt hälsotillstånd, som yttrar sig i att ögonvitan färgas röd av blod. En vanlig orsak är subkonjunktival blödning, som när det inträffar vanligen drabbar ena ögat men som inte har andra symtom för övrigt. Konjunktivit oavsett orsak kan också yttra sig i röda ögon, liksom snöblindhet, trötthet, drogbruk och förkylning.
De flesta och de vanligaste orsakerna till röda ögon ger inga andra ögonsymtom än den röda färgen. Ögonen är röda utan att synen förändras, eller att ögonen svider eller gör ont. Vissa sjukdomar och tillstånd leder emellertid till sådana andra besvär, vilket är ett tecken på att personen snabbt behöver bli undersökt av sjukvården. Dit hör yttre skador på ögat, inflammation i iris, akut glaukom, och sår på hornhinnan.
Beroende på orsak kan röda ögon yttra sig på olika sätt. Blödningar i ögat tenderar att vara väl avgränsade. Vid trötthet, konjunktivit och cannabisbruk blir ögonen istället blodsprängda med röda nät i ögonvitan eller så är ögonen (och ibland området närmast runt, närmast ögonfransarna) rosafärgade.